# M. Ward
Matthew Stephen Ward, conocido artísticamente como M. Ward, es un músico y compositor estadounidense que combina elementos del blues, el country, el folk y el rock n' roll para crear una de las obras más personales y sugerentes dentro de la escena alternativa estadounidense.
Aunque nacido en Ventura County (California), el músico reside desde finales de los noventa en la ciudad de Portland (Oregón).
Ward, que habitualmente utiliza la técnica del fingerpicking para dotar de un sonido añejo y característico a su guitarra, es conocido por su peculiar voz- entre agónica y susurrante- y sus producciones atípicas, inspiradas en la sonoridad clásica de los pioneros de los géneros canónicos americanos.
En 2006, Ward grabado a dúo con la actriz Zooey Deschanel, una colaboración que dio lugar a la formación de la banda She & Him.

## Discografía

### Álbumes de estudio como Solista
- Duet for Guitars #2 (1999)
- End of Amnesia (2001)
- Live Music & The Voice of Strangers (2001)
- Transfiguration of Vincent (2003)
- Transistor Radio (2005)
- Post-War (2006) (#146 U.S.)[1]
- Hold Time (2009) (#31 U.S.)[1]
- A Wasteland Companion (2012)
- More rain (2016)
- Migration stories (2020)

### EP como Solista
- Scene from #12 (I Ain't Sleeping) (2002)
- To Go Home (2007)

### Álbumes de estudio con She & Him
- Volume One (2008) (#71 U.S.)
- Volume Two (2010) (#6 U.S.)
- A Very She & Him Christmas (2011)
- Volume Three (2013)
- Classics (2014)

### Álbumes de estudio con Monsters of Folk
- Monsters of Folk (2009) (#15 U.S.)[2]